# Condannato a nozze
Condannato a nozze è un film del 1993, diretto da Giuseppe Piccioni.

## Trama
Un brillante avvocato, prossimo al matrimonio con Sandra, ha una doppia vita: non sa resistere alla voglia di avventura con altre donne, ma una in particolare, Olivia, lo colpirà più delle altre. Le sue storie parallele, e pericolosamente emozionanti, rischieranno di essere scoperte e di far saltare il suo matrimonio con la futura moglie.

## Riconoscimenti
- 1993 - Nastro d'argento
  - Nomination Migliore attrice non protagonista a Asia Argento